# Chalepoxenus
Chalepoxenus is een naam die werd gegeven aan een groep van mieren in de rang van geslacht uit de onderfamilie Myrmicinae. De naam werd in 1923 geïntroduceerd door Carlo Menozzi voor een geslacht waarin hij bij publicatie uitsluitend de eveneens nieuw benoemde soort Chalepoxenus gribodoi plaatste, die daarmee automatisch de typesoort werd. In 1973 stelde Heinrich Kutter dat Chalepoxenus gribodoi hetzelfde taxon betrof als Leptothorax muellerianus Finzi, 1922. In 1987 stelde Alfred Buschinger dat de geslachtsnaam Leonomyrma Arnol'di, 1968 (met type Leonomyrma spinosa) een junior synoniem was van Chalepoxenus, en breidde het geslacht dus met die soort uit. In 2014 concludeerden Ward et al. dat Chalepoxenus moest worden beschouwd als een junior synoniem van Temnothorax (met het type Myrmica recedens = Temnothorax recedens) omdat deze groep, samen met Myrmoxenus en Protomognathus binnen de clade van Temnothorax valt. De naam Chalepoxenus wordt daarop niet meer gebruikt, en voor de soorten die tot dan toe in het geslacht werden geplaatst, werden de volgende nieuwe combinaties gepubliceerd:
nieuwe combinaties
- Leptothorax muellerianus Finzi, 1922 = Temnothorax muellerianus
- Chalepoxenus brunneus Cagniant, 1985 Temnothorax brunneus
- Chalepoxenus hyrcanus Dubovikoff & Radchenko, 2010 Temnothorax hyrcanus
- Chalepoxenus kutteri Cagniant, 1973 Temnothorax kutteri
- Leonomyrma tarbinskii Arnol'di, 1976 Temnothorax tarbinskii
- Chalepoxenus tramieri Cagniant, 1983 Temnothorax tramieri
- Chalepoxenus zabelini Radchenko, 1989 Temnothorax zabelini

nomina nova
- Leonomyrma spinosa Arnol'di, 1968 Temnothorax sentosus Ward et al., 2014
- Chalepoxenus tauricus Radchenko, 1989 Temnothorax inquilinus Ward et al., 2014